# Trenton (Tennessee)
Trenton è una città degli Stati Uniti d'America, situata nello Stato del Tennessee, nella contea di Gibson, della quale è il capoluogo.